# Voo Gol 1907
O Voo Gol 1907 (ICAO: GLO 1907) foi uma rota comercial doméstica, operada pela Gol Linhas Aéreas Inteligentes, utilizando um Boeing 737-8EH. Em 29 de setembro de 2006, a aeronave partiu do Aeroporto Internacional Eduardo Gomes, em Manaus, com destino ao Aeroporto Internacional do Galeão, no Rio de Janeiro, e previsão de uma escala no Aeroporto Internacional Juscelino Kubitschek, em Brasília. Enquanto sobrevoava o estado de Mato Grosso, colidiu no ar com um Embraer Legacy 600. Todos os 154 passageiros e tripulantes a bordo do Boeing 737 morreram após a aeronave se despedaçar no ar e cair em uma área de mata fechada, enquanto o Legacy, apesar de ter sofrido danos graves na sua asa e estabilizador horizontal esquerdo, pousou em segurança com seus sete ocupantes não lesionados, na base Aérea do Cachimbo.
O acidente, que desencadeou uma crise na aviação civil brasileira, foi o mais letal da aviação do país até então, superando o voo VASP 168 e sendo superado posteriormente pelo voo TAM 3054, no ano seguinte. Foi também o acidente mais mortífero envolvendo um Boeing 737 naquele momento, sendo superado posteriormente pelo voo Air India Express 812. O acidente foi investigado pela Força Aérea Brasileira, pelo Centro de Investigação e Prevenção de Acidentes Aeronáuticos (CENIPA) e pelo National Transportation Safety Board (NTSB), com o relatório final emitido em 10 de dezembro de 2008. O CENIPA concluiu que o acidente foi causado por erros cometidos tanto pelos controladores de tráfego aéreo quanto pelos pilotos do Legacy, enquanto o NTSB determinou que todos os pilotos agiram corretamente e foram colocados em rota de colisão por uma variedade de erros dos controladores de tráfego aéreo.

## Antecedentes

### Aquisição do Legacy
A ExcelAire, uma empresa norte-americana especializada em táxi aéreo, adquiriu algumas aeronaves da Embraer, a maioria jatos Legacy 600, e a entrega foi prevista para a última semana de setembro de 2006. Para trasladar a aeronave de São José dos Campos, local da fábrica da Embraer, até Fort Lauderdale, sede da ExcelAire, foram escalados os pilotos Joseph Lepore e Jean Paul Paladino, ambos norte-americanos. Antes de viajarem ao Brasil, eles treinaram em simuladores na FlightSafety Internacional, uma empresa especializada em treinamento de pilotos localizada em Houston, no Texas. Além deste treinamento em simulador, foi realizado um voo de 4 100 quilômetros, com duração de cinco horas e trinta minutos, acompanhados de instrutores da Embraer, para habituar os pilotos com os equipamentos da aeronave. Ao chegarem ao Brasil, tiveram quatro dias de treinamento antes de começarem o planejamento para o voo de traslado.

### Planejamento do voo de traslado
A aeronave recebeu o prefixo americano de N600XL (November Six Hundred X-Ray Lima, em alfabeto fonético). Em São José dos Campos, antes de assinar os documentos de aceitação da aeronave, os representantes da ExcelAire, Ralph Anthony Michelli e David Jeffrey Rimmer, assim como os pilotos, examinaram em detalhes o avião, para confirmar se correspondia às especificações da encomenda. Foi conferido também se todos os equipamentos funcionavam corretamente, em solo e em voo, inclusive as aviônicas, entre eles o transponder e o sistema anticolisão TCAS, ambos fabricados pela Honeywell. Nos três dias que antecederam o voo, além de realizar o planejamento e estudar as cartas aeronáuticas que trouxeram ao Brasil, os pilotos realizaram três voos no espaço aéreo próximo à São José dos Campos. Nestas ocasiões, se alternaram na poltrona do comandante no cockpit. Durante os testes, Joseph Lepore preferiu não realizar manobras de estol, já que estava pouco habituado com a aeronave. Já o copiloto, melhor habituado com o avião, realizou as manobras. Na fábrica da Embraer, engenheiros treinaram os pilotos no uso do software do Legacy, programa que foi instalado no notebook do comandante, para uso durante o voo. O software trazia dados sobre a rota, incluindo particularidades do Aeroporto de Manaus, primeira escala prevista na viagem, onde os pilotos e passageiros do Legacy pernoitariam e onde haveria a liberação alfandegária do jato. Na quarta-feira, dia 27 de setembro, a ExcelAire, após ver cumpridas algumas exigências que fizera de alteração no radar meteorológico, reparos na válvula de descongelamento e retoques na pintura, considerou o jato em condições de recebimento. O voo de volta para os Estados Unidos foi antecipado de sábado, dia 30, para sexta-feira, dia 29. A decolagem ocorreria logo em seguida à cerimônia de entrega.
No dia do voo, os pilotos foram à fábrica da Embraer, onde se encontraram com os executivos da ExcelAire; os funcionários da Embraer, Henry Yandre e David Bachmann; e com o colunista do The New York Times, Joe Sharkey. No início da tarde, os passageiros e a tripulação dirigiram-se à aeronave, que foi rebocada ao pátio de estacionamento do aeroporto e abastecida. O plano de voo, providenciado pela Embraer, foi produzido pela Universal Weather & Aviation Inc., com sede em Houston, Texas. Seguindo o plano de voo, a aeronave deveria permanecer no nível de voo 370 (37 000 pés) até Brasília, onde desceria ao nível de voo 360 (36 000 pés) e seguiria ao waypoint Teres, onde subiria para o nível de voo 380 (38 000 pés). Este plano de voo foi apresentado e aprovado pelo CINDACTA I, com sede em Brasília. Logo após taxiar e alinhar na pista, o Legacy decolou e subiu ao nível de voo 370.

## Aeronaves e passageiros
| Nacionalidade dos passageiros | Nacionalidade dos passageiros | Nacionalidade dos passageiros | Nacionalidade dos passageiros |
| Nacionalidade                 | Passageiros                   | Tripulação                    | Total                         |
| ----------------------------- | ----------------------------- | ----------------------------- | ----------------------------- |
| Argentina                     | 10                            | 0                             | 10                            |
| Estados Unidos                | 6                             | 0                             | 6                             |
| México                        | 5                             | 0                             | 5                             |
| França                        | 4                             | 0                             | 4                             |
| Venezuela                     | 4                             | 0                             | 4                             |
| Austrália                     | 3                             | 0                             | 3                             |
| Canadá                        | 3                             | 0                             | 3                             |
| Colômbia                      | 3                             | 0                             | 3                             |
| Portugal                      | 2                             | 0                             | 2                             |
| África do Sul                 | 2                             | 0                             | 2                             |
| Japão                         | 1                             | 0                             | 1                             |
| Brasil                        | 105                           | 6                             | 111                           |
| Total                         | 148                           | 6                             | 154                           |

### Boeing 737-8EH
O Boeing 737-8EH, operado pela Gol Linhas Aéreas Inteligentes, era uma nova variante, que apresentava desempenho relativamente melhor em pistas curtas. O avião de matrícula PR-GTD voou pela primeira vez em 22 de agosto de 2006 e foi entregue à Gol em 12 de setembro daquele mesmo ano, menos de três semanas antes do acidente. A aeronave, com capacidade para 186 passageiros, partiu do Aeroporto Internacional Eduardo Gomes, em Manaus, a 29 de setembro de 2006 às 15h35 BRT (18h35 UTC), com destino ao Aeroporto do Galeão, no Rio de Janeiro, e uma escala prevista no Aeroporto Internacional Juscelino Kubitschek, em Brasília.
Havia 148 passageiros e seis tripulantes a bordo da aeronave. A tripulação era composta pelo comandante Décio Chaves Júnior, o primeiro oficial Thiago Jordão Cruso e quatro comissários de bordo. O comandante, que também era instrutor de voo do Boeing 737, tinha 15 498 horas de voo, sendo 13 521 horas em Boeing 737. O primeiro oficial tinha 3 981 horas de voo, sendo 3 081 horas em Boeing 737.
Estavam a bordo da aeronave seis americanos, três colombianos, quatro franceses, dez argentinos, três australianos, dois sul-africanos, cinco mexicanos, quatro venezuelanos, um japonês, dois portugueses, três canadenses e outros 111 passageiros, junto com os seis membros da tripulação, que eram brasileiros.

### Embraer Legacy 600
O Embraer Legacy 600, operado pela ExcelAire, registrado N600XL, recém-fabricado pela Embraer, estava em voo de inauguração, partindo da fábrica da Embraer no aeroporto de São José dos Campos para o Aeroporto Internacional de Miami. A aeronave decolou às 14h51 BRT (17h51 UTC) e estava a caminho de Manaus, onde faria uma escala para reabastecimento, antes de prosseguir para o destino final.
A tripulação do Legacy era formada pelo comandante Joseph Lepore e pelo primeiro-oficial Jean Paul Paladino, ambos norte-americanos. O comandante era piloto comercial há 20 anos e acumulava até então um total de 9 388 horas de voo, sendo cinco horas no Legacy 600. O primeiro-oficial era piloto comercial há uma década e acumulava mais de 6 400 horas de voo, sendo 317 horas como capitão de Embraer ERJ-145 e ERJ-135 para a American Eagle. Ele também serviu como primeiro-oficial para a American Airlines, pilotando aviões como MD-82 e Boeing 737-800 entre os Estados Unidos e o Canadá. Ambos os pilotos estavam legalmente habilitados para pilotar o Legacy.
Os cinco passageiros do Legacy eram dois representantes da Embraer, dois executivos da ExcelAire e um colunista de viagens do The New York Times, que estava escrevendo um relatório especial para a Business Jet Traveler.

## Colisão

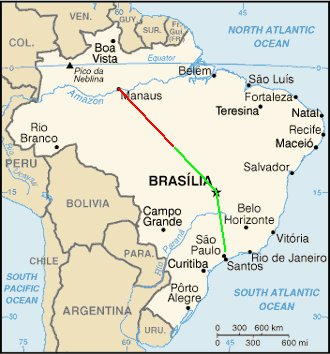
Mapa mostrando a rota dos dois aviões.

Pouco antes das 17h00 BRT (20h00 UTC), o Boeing 737 e o Legacy colidiram a uma altitude de 37 000 pés (cerca de 11 000 metros), próximo à cidade de Matupá, a 750 quilômetros a sudeste de Manaus. O winglet esquerdo do Legacy cortou a metade da asa esquerda da aeronave da Gol. Isso fez com que o Boeing 737 perdesse sustentação, o que rapidamente levou a aeronave a cair e colidir com uma área de densa floresta tropical, na Terra Indígena Capoto Jarina, a 200 quilômetros a leste do município de Peixoto de Azevedo. Todos os 154 passageiros e tripulantes a bordo morreram e a aeronave ficou destruída, com os corpos e destroços espalhados ao redor do local do acidente.
Apesar de sofrer sérios danos ao estabilizador horizontal e ao winglet esquerdo, o Legacy continuou em voo, embora o seu piloto automático tenha sido desligado, o que exigiu uma quantidade incomum de força no manche para manter a aeronave estabilizada. Com a ajuda de retransmissão de rádio de um Boeing 747 da Polar Air Cargo que sobrevoava a área no momento, a tripulação do Legacy pousou o jato na Base Aérea do Cachimbo, parte do Campo de Provas Brigadeiro Velloso, um grande complexo militar da Força Aérea Brasileira, localizado a cerca de 160 quilômetros de distância do ponto onde ocorreu a colisão. O passageiro e jornalista Joe Sharkey descreveu sua experiência a bordo do Legacy em um artigo para o The New York Times, intitulado "Colliding With Death at 37,000 Feet, and Living", apresentado em 1 de outubro de 2006.

## Detenção da tripulação do Legacy 600
Imediatamente após o pouso de emergência, a Força Aérea Brasileira e a Agência Nacional de Aviação Civil prenderam a tripulação do Legacy. Os agentes também removeram as duas caixas pretas e as enviaram para São José dos Campos e de lá para Ottawa, no Canadá, para análise.
Em depoimento inicial, a tripulação de voo do Legacy confirmou que se encontravam no nível de voo 370, aproximadamente 37 000 pés acima do nível médio do mar e também que se encontravam neste nível no momento da colisão. Eles também afirmaram que haviam perdido contato com o CINDACTA I no momento da colisão e seu sistema anticolisão de tráfego (TCAS) não alertou para qualquer tipo de aeronave que se aproximava.
Em 2 de outubro de 2006, o Tribunal de Justiça de Mato Grosso ordenou que o capitão e o copiloto do Legacy entregassem seus passaportes enquanto aguardava uma investigação mais aprofundada. O pedido, feito pelo procurador de Peixoto de Azevedo, foi concedido pelo juiz regente, já que a possibilidade de erro dos pilotos do Legacy não poderia ser descartada. A tripulação permaneceu no Brasil até a liberação de seus passaportes no dia 5 de dezembro de 2006, mais de dois meses após o acidente, depois que o juiz federal regente determinou que não havia fundamento legal para restringir a liberdade de movimento dos estrangeiros.
Antes de sua partida para os Estados Unidos, a tripulação foi formalmente acusada pela Polícia Federal por colocar em perigo uma aeronave, o que acarreta uma pena de até doze anos de prisão. Os pilotos tiveram que explicar por que não ligaram o transponder e foram autorizados a deixar o país depois de assinar um documento prometendo voltar ao Brasil para seu julgamento ou quando exigido pelas autoridades brasileiras. Eles recuperaram os seus passaportes e então voltaram para os Estados Unidos.

## Buscas e operações de recuperação

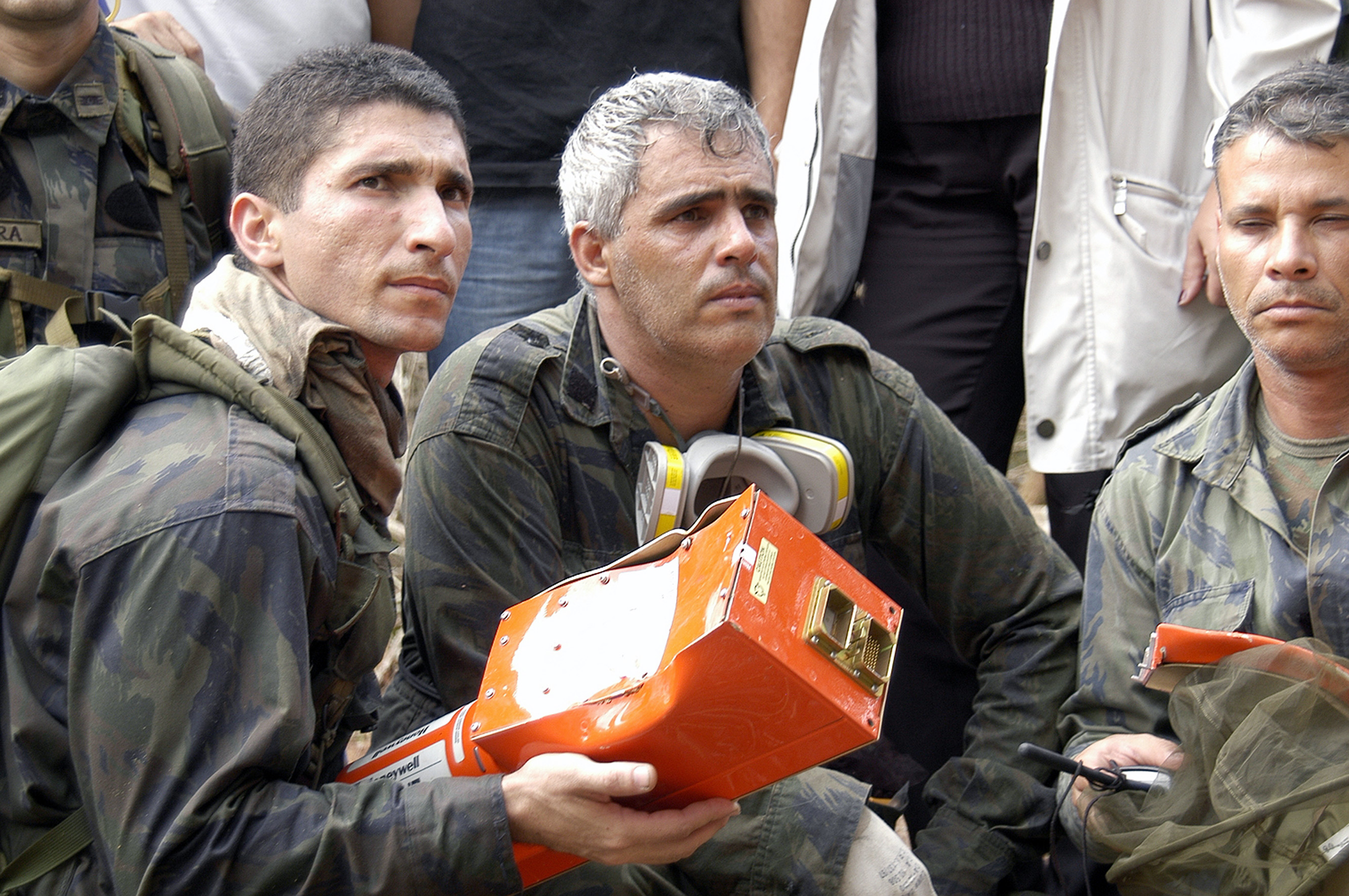
Soldados da Força Aérea Brasileira segurando o gravador de dados do Boeing 737.

A Força Aérea Brasileira enviou cinco aeronaves e três helicópteros para a região, iniciando uma extensa operação de busca e salvamento. Cerca de 200 funcionários foram convocados para atuarem na operação, entre eles um grupo de nativos familiarizados com a floresta. O local do acidente foi encontrado em 30 de setembro pela FAB a 200 quilômetros a leste de Peixoto de Azevedo, próximo a uma fazenda de gado. Foi relatado que o resgate teve dificuldade para chegar ao local do acidente devido à densa floresta. A Infraero indicou a possibilidade de existirem cinco sobreviventes, mas uma declaração posterior da Força Aérea Brasileira, com base em dados coletados por seu pelotão no local do acidente, confirmou que não havia sobreviventes. O presidente brasileiro Luiz Inácio Lula da Silva declarou três dias de luto nacional.

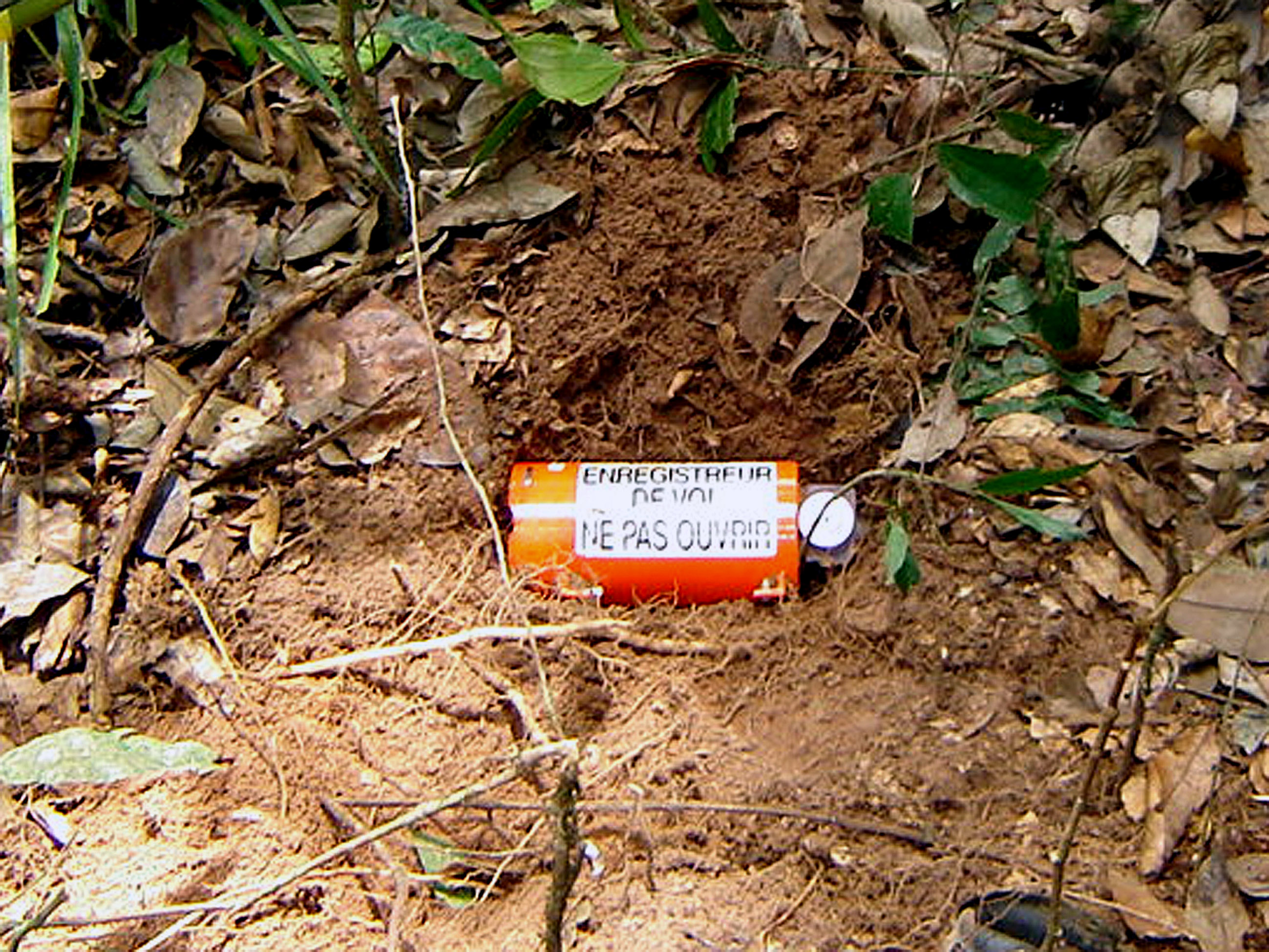
O gravador de voz encontrado enterrado no solo

O gravador de dados do Boeing 737 foi encontrado em 2 de outubro e entregue aos investigadores, que o enviaram para o TSB em Gatineau, Canadá, para análise. Em 25 de outubro, depois de quase quatro semanas de buscas intensivas na selva por cerca de 200 soldados do Exército Brasileiro, equipados com detectores de metais, o módulo de memória do gravador de voz foi encontrado. O módulo foi descoberto intacto, separado dos outros destroços e enterrado a cerca de 20 centímetros do solo, e também foi enviado para análise no TSB.
Em 4 de outubro, as equipes de busca iniciaram o translado dos corpos para uma base temporária montada em uma fazenda nas proximidades. A FAB designou um C-115 Buffalo para transportar os corpos para Brasília, para identificação. As equipes de resgate trabalharam intensamente por quase sete semanas em um ambiente de selva densa, buscando e identificando os restos mortais das vítimas. A última vítima foi recuperada e identificada por teste de DNA em 22 de novembro.

## Linha do tempo
Fonte:
| Hora     | Hora     | Evento |
| UTC      | UTC−3    | Evento |
| -------- | -------- | --- |
| 17h52min | 14h52min | O Legacy decola do aeroporto de São José dos Campos. |
| 18h33min | 15h33min | O Legacy atinge o nível de voo 370 (37 mil pés). |
| 18h35min | 15h35min | O voo Gol 1907 decola de Manaus. |
| 18h55min | 15h55min | O Legacy sobrevoa a cidade de Brasília, ponto onde deveria descer para o nível de voo 360 (36 mil pés).                                                                                        |
| 18h58min | 15h58min | O voo Gol 1907 atinge o nível de voo 370 (37 mil pés). |
| 19h02min | 16h02min | O transponder do Legacy é desligado inadvertidamente pela tripulação. |
| 19h26min | 16h26min | O controle de tráfego aéreo de Brasília tenta, sem sucesso, contatar a tripulação do Legacy.                                                                                                   |
| 19h30min | 16h30min | A indicação do Legacy na tela do radar passa a ficar intermitente. |
| 19h48min | 16h48min | A tripulação do Legacy tenta, sem sucesso, contatar o controle de tráfego aéreo de Brasília.                                                                                                   |
| 19h53min | 16h53min | O controle de tráfego aéreo de Brasília estabelece contato com o Legacy para que mudasse sua frequência para o CINDACTA II, mas as frequências não foram entendidas pela tripulação do Legacy. |
| 19h56min | 16h56min | As duas aeronaves colidem. |
| 19h59min | 16h59min | O transponder do Legacy é religado. |
| 20h01min | 17h01min | A tripulação do Legacy estabelece contato com a tripulação do Boeing 747 da Polar Air Cargo, que ajudou nas comunicações.                                                                      |
| 20h18min | 17h18min | A tripulação do Legacy estabelece contato com a torre de controle da Base Aérea do Cachimbo.                                                                                                   |
| 20h23min | 17h23min | O Legacy pousa em segurança na base aérea do Cachimbo. |

## Investigação

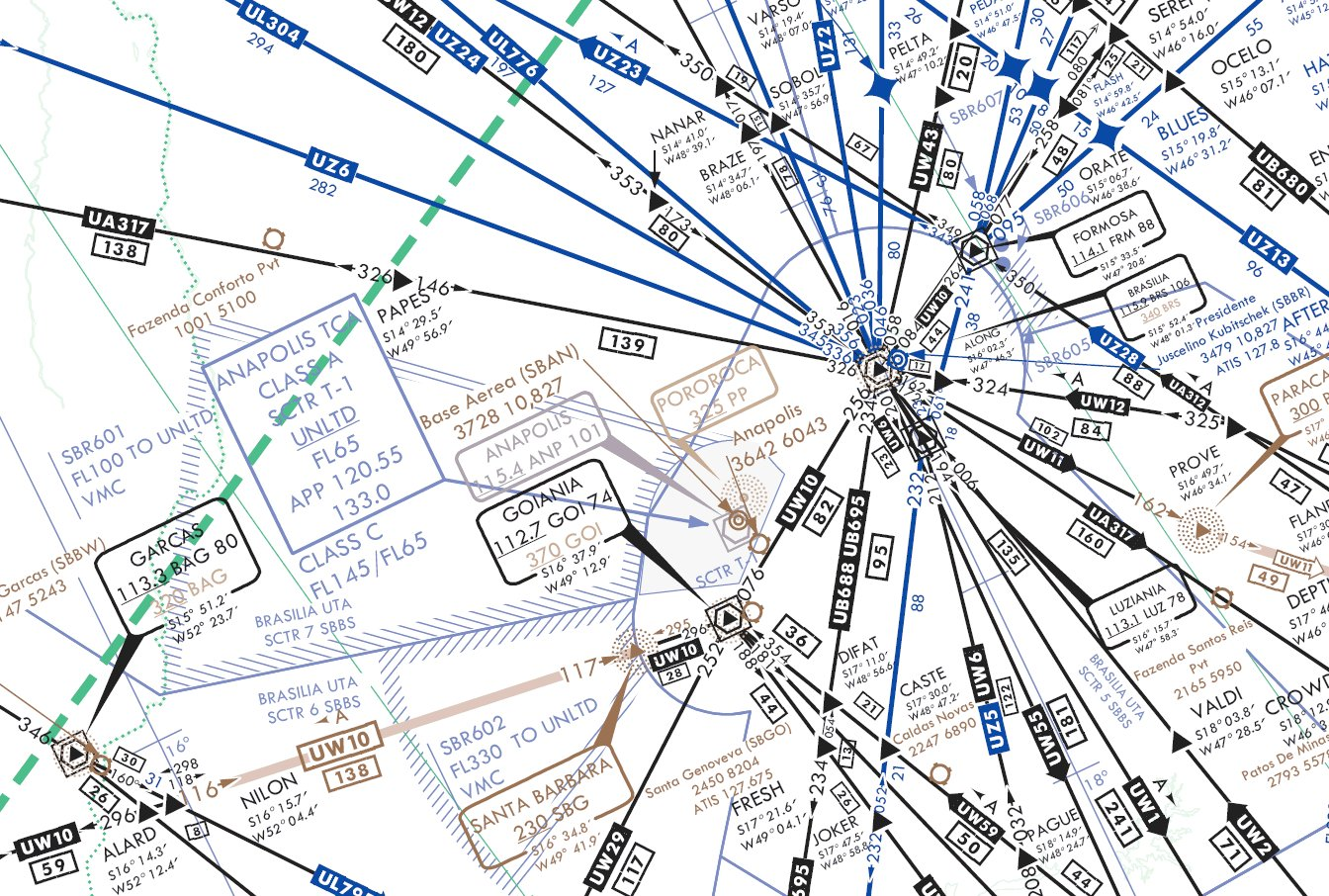
Mapa aéreo da região de Brasília, mostrando as aerovias UW2 e UZ6.

O acidente foi investigado pelo Centro de Investigação e Prevenção de Acidentes Aeronáuticos e pelo National Transportation Safety Board. O NTSB, em conformidade com as disposições do regulamento da ICAO, participou no inquérito representando o país de registro, o país do operador do Legacy e o país onde foram fabricados os instrumentos da Honeywell em ambas as aeronaves.
O plano de voo do Legacy determinava que a aeronave deveria voar no nível de voo FL370 (aproximadamente 37 mil pés) até Brasília, na aerovia UW2, onde faria uma descida prevista para o nível de voo FL360 (aproximadamente 36 mil pés) e ingressaria na aerovia UZ6 no sentido nordeste em Teres, waypoint localizado a 522 quilômetros a noroeste de Brasília, onde uma subida ao nível de voo FL380 (aproximadamente 38 mil pés) era prevista. De acordo com o plano de voo apresentado, o Legacy foi programado para estar no nível FL380, seguindo em direção a Manaus, ao passar o eventual ponto de colisão, que foi de cerca de 307 quilômetros a noroeste de Teres.
A tripulação do Legacy afirmou em seus depoimentos e entrevistas subsequentes que foi autorizada pelo controle de tráfego aéreo a voar no nível de voo FL370 até Manaus.

### Sequência de comunicações do Legacy

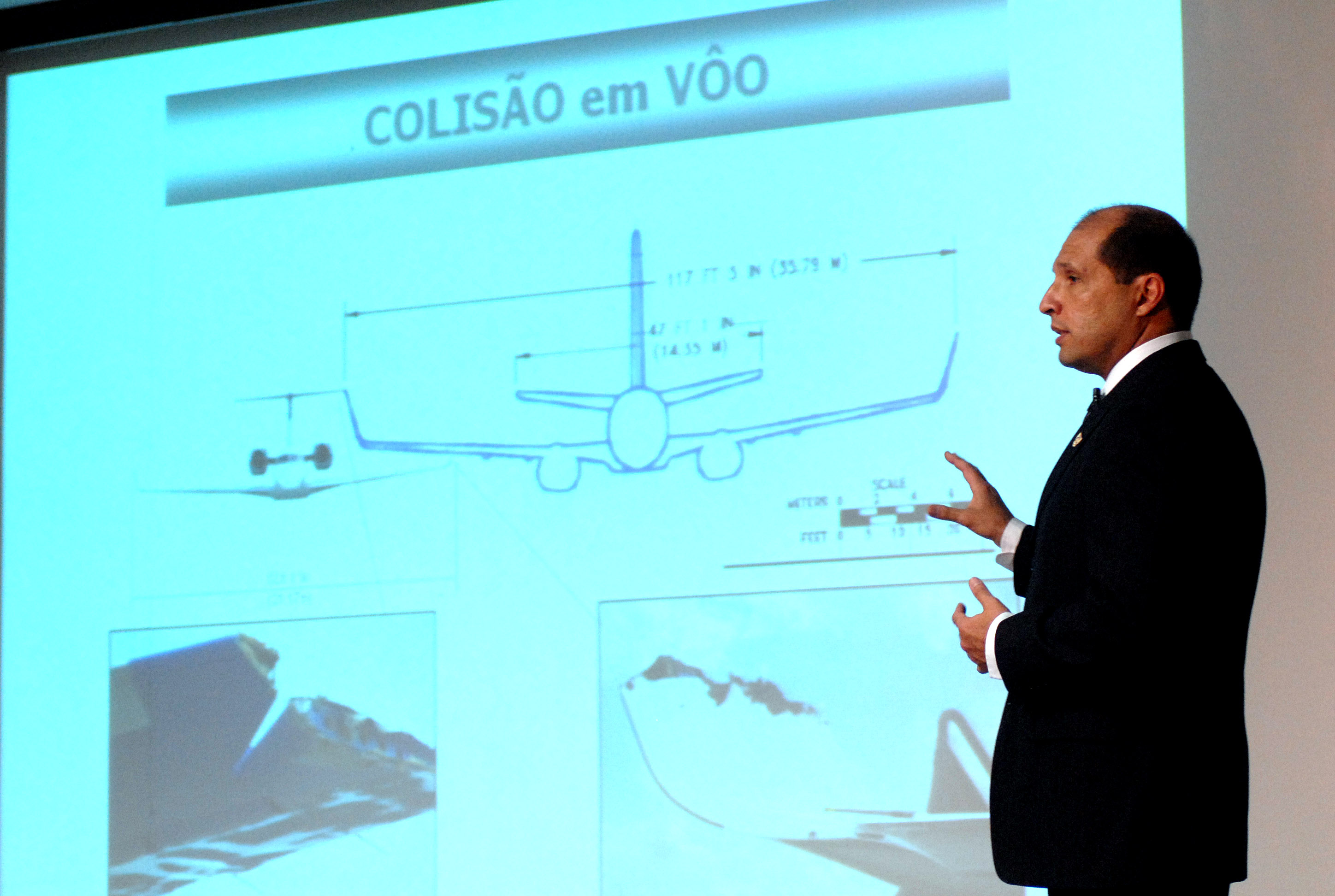
Presidente das investigações, Coronel Rufino Antônio da Silva Ferreira, apresentando as hipóteses preliminares

O Legacy 600 decolou de São José dos Campos às 14h51 BRT (17h51 UTC), chegando ao nível de voo FL370 às 15h33 (18h33), 42 minutos após a decolagem, no qual permaneceu até o momento da colisão. O contato de rádio foi estabelecido até às 15h51 (18h51), quando a tripulação entrou em contato com o CINDACTA I, em Brasília. Nesse momento, o Legacy estava se aproximando de Brasília. O Legacy sobrevoou Brasília às 15h55 (18h55) e se dirigiu à aerovia UZ6, no sentido noroeste. Às 16h02 (19h02), sete minutos após cruzar Brasília, o contato de radar foi perdido.
Nenhuma tentativa de contato foi feita pelo Legacy ou pelo controle de tráfego aéreo das 15h51 (18h51) até às 16h26 (19h26), quando, 24 minutos após a perda de contato do radar, o controle chamou o Legacy mas não recebeu resposta. O centro de Brasília tentou entrar em contato com o Legacy seis vezes, entre 16h30 (19h30) e 16h34 (19h34). Às 16h30 (19h30), o contato de radar do Legacy tornou-se intermitente, desaparecendo completamente da tela de controle por oito minutos. O centro de Brasília tentou sem sucesso transferir o controle do Legacy para o centro da Amazônia às 16h53 (19h53).

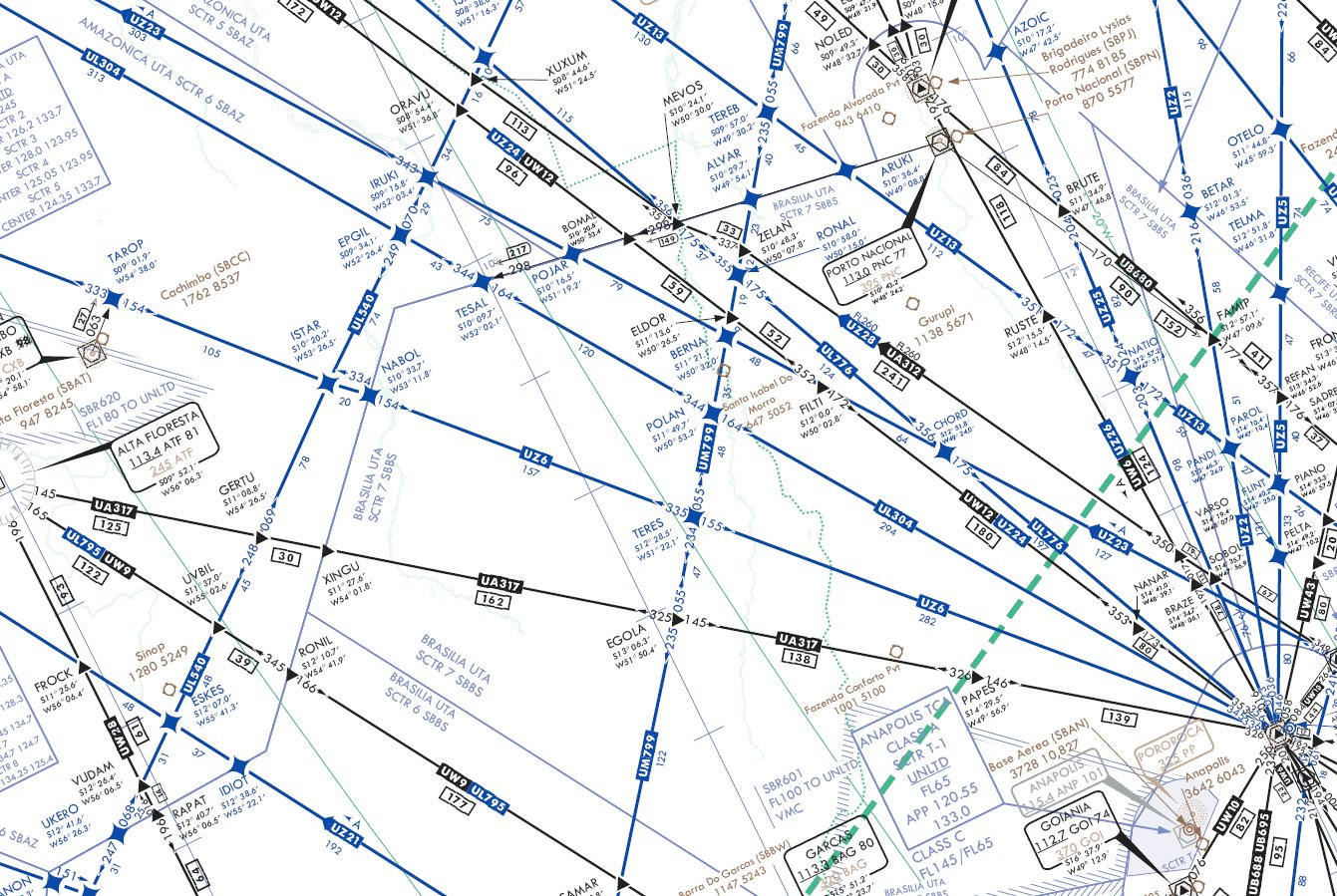
Mapa aéreo mostrando a aerovia UZ6 e a Base Aérea do Cachimbo, a noroeste de Brasília.

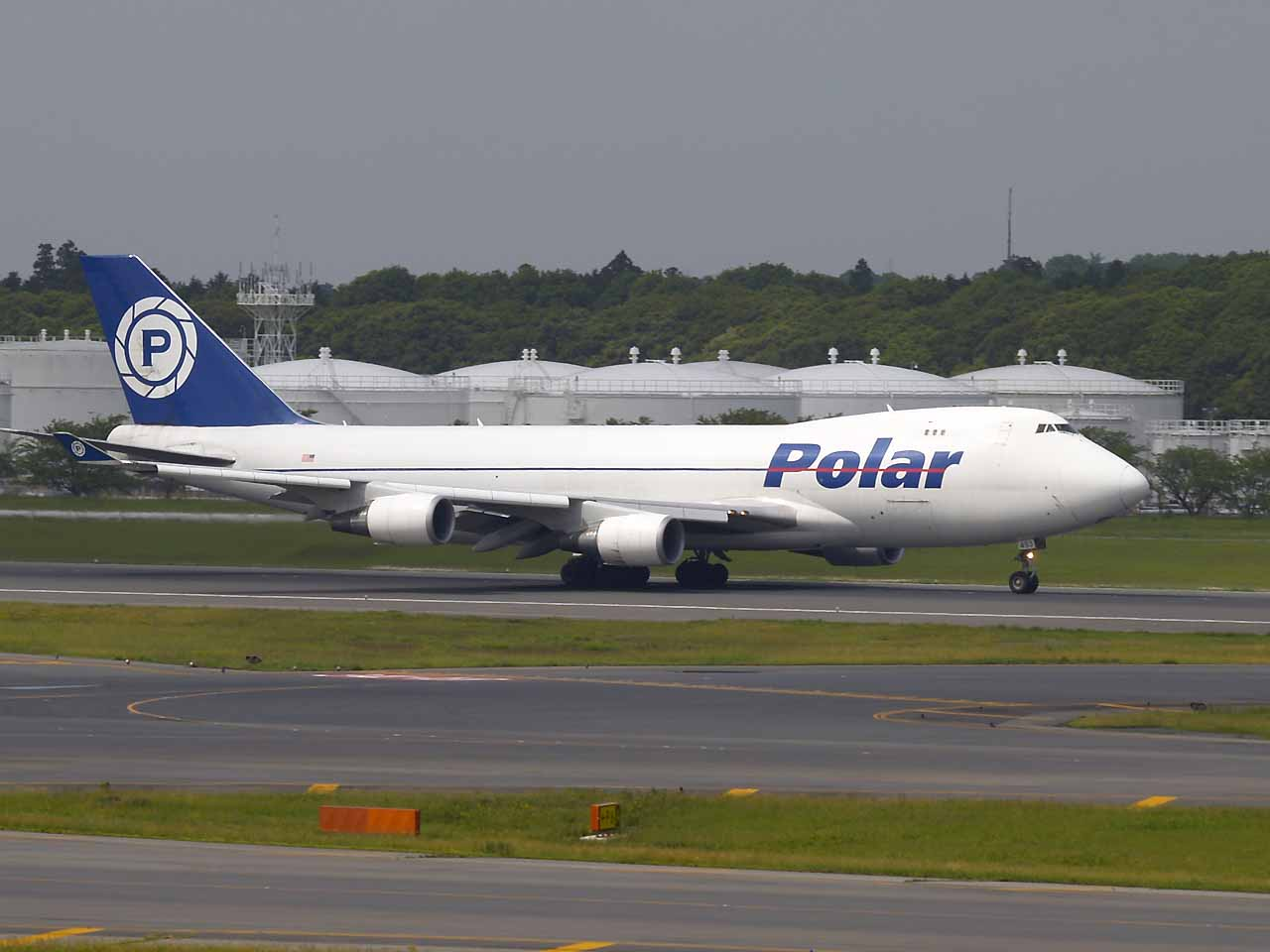
Uma aeronave da Polar Air Cargo que também sobrevoava a região, auxiliou o Legacy a pousar na Base Aérea do Cachimbo.

O Legacy começou a chamar o centro de Brasília, também sem sucesso, a partir das 16h48 BRT (19h48 UTC) e continuou com doze tentativas malsucedidas até às 16h53 (19h53). Alguns contatos limitados foram feitos, mas o Legacy não conseguiu copiar as frequências do centro da Amazônia. O Legacy, em seguida, prosseguiu as suas tentativas de chamar o centro de Brasília por sete vezes até o momento da colisão.
A colisão ocorreu às 16h56min54s (19h56min54s) no nível de voo FL370 e foi confirmado que ambos TCAS não haviam alertado suas respectivas tripulações sobre a aproximação das aeronaves e nem qualquer tripulação iniciou um processo evasivo para evitar a colisão. Embora os aviões estivessem equipados com o sistema anticolisão de tráfego, mais tarde foi descoberto que o do Legacy tinha deixado de operar quase uma hora mais cedo, às 15h02, tornando ambos os aviões incapazes de se detectar automaticamente.
Às 16h59min50s (19h59min50s), cerca de três minutos após a colisão, o centro da Amazônia passou a receber o contato de radar do Legacy, com a sua altitude correta. Às 17h00min30s (20h00min30s), o centro da Amazônia tentou em vão contatar o Legacy por rádio.
O Legacy começou a chamar na frequência de emergência, 121.5 MHz, imediatamente após a colisão, mas, como foi determinado no relatório do CENIPA, os transceptores de emergência não estavam operando na área e, portanto, a tripulação não conseguiu resposta nesta frequência. Às 17h01min06s (20h01min06s), o Legacy estabeleceu contato na frequência de emergência com um Boeing 747 da Polar Air Cargo, que tentou transmitir ao centro da Amazônia o seu pedido de pouso de emergência e continuou prestando assistência para o Legacy até o seu pouso. Às 17h18min03s (20h18min03s) , o Legacy entrou em contato com a torre de controle da base aérea de Cachimbo para coordenar seu pouso de emergência às 17h23 BRT (20h23 UTC).

### Sequência de comunicações do Boeing 737
O Boeing 737 decolou de Manaus às 15h35 BRT (18h35 UTC), voando na aerovia UZ6 ao sentido sudeste e alcançando o nível de voo FL370 às 15h58, 23 minutos depois da decolagem, onde permaneceu até a colisão. Não houve problemas de rádio ou de contato com o radar até a sua transferência para o centro de Brasília. Não houve tentativas do controle de tráfego aéreo para advertir a tripulação do tráfego conflitante.

### Recomendações do NTSB

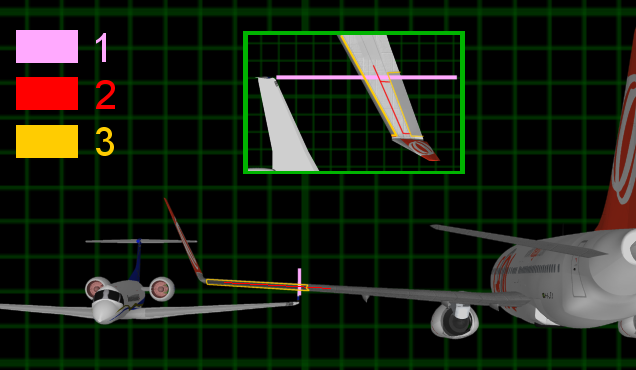
Diagrama do impacto

Em 2 de maio de 2007, o National Transportation Safety Board emitiu uma nota que incluía um resumo provisório do inquérito até a data, bem como algumas recomendações de segurança imediatas que deveriam ser implementadas pela FAA para melhorar a segurança aérea. O NTSB informou que o Legacy aparentemente havia apresentado uma interrupção no funcionamento do TCAS, que era desconhecido para a sua tripulação de voo antes da colisão, de acordo com o gravador de voz do cockpit.
"Os resultados preliminares da investigação em andamento indicam que, por razões ainda a serem determinadas, o sistema TCAS no Legacy não estava funcionando no momento do acidente, impossibilitando a capacidade do sistema de detectar pelo tráfego conflitante. Além disso, os dados da caixa-preta indicam que a tripulação não tinha conhecimento de que o sistema TCAS não estava funcionando."

O NTSB acrescentou que, segundo o projeto de aviônicos do Legacy, o desligamento do TCAS é mostrado por uma pequena mensagem de texto branco estático, que pode não ser perceptível pela tripulação de voo.
"Utilizar apenas as mensagens de texto estático para indicar uma perda de funcionalidade do sistema TCAS não é um meio confiável para capturar a atenção dos pilotos, já que estes avisos visuais podem ser facilmente esquecidos se sua atenção é dirigida em outras partes do ambiente de voo."
Com base em suas observações, o NTSB recomendou a FAA que as alterações de design devem ser implementadas para melhorar o aviso de TCAS inativo e que os pilotos deveriam treinar os detalhes deste acidente em simuladores, com falhas incluindo a perda potencial de transponder e TCAS.

## Relatórios finais

### CENIPA

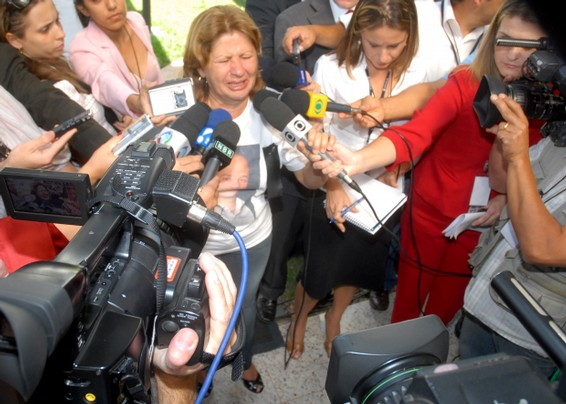
Familiares das vítimas após a divulgação do relatório final do CENIPA

Em 10 de dezembro de 2008, mais de dois anos após o acidente, o Centro de Investigação e Prevenção de Acidentes Aeronáuticos emitiu o seu relatório final, que descreve a investigação, resultados, conclusões e recomendações. O relatório do CENIPA inclui uma seção denominada "Conclusões", que resume os fatos conhecidos e lista uma variedade de fatores relacionados com os controladores de tráfego aéreo e a tripulação do Legacy. De acordo com o CENIPA, os controladores de tráfego aéreo contribuíram para o acidente por conduzir o Legacy a uma altitude incorreta e não alertar ou corrigir o erro durante a transferência de centros. O CENIPA também encontrou erros na forma como os controladores lidaram com a perda de contato com o Legacy.
O CENIPA concluiu que os pilotos do Legacy também contribuíram para o acidente após não reconhecer que seu transponder foi inadvertidamente desligado, desativando assim o sistema anticolisão, bem como a sua formação e preparação insuficientes naquela aeronave.

### NTSB
O National Transportation Safety Board emitiu o seu próprio relatório sobre o acidente, que também foi anexado ao relatório do CENIPA, afirmando que o controle de tráfego aéreo foi culpado por autorizar que as aeronaves voassem na mesma aerovia e mesma altitude, sem perceber a falha. Ainda acrescentou que o acidente não foi causado apenas por um erro, mas sim uma combinação de erros do controle de tráfego aéreo. O NTSB ainda acrescentou que contribuíram para este acidente a perda de funcionalidade despercebida do TCAS, como resultado da inativação inadvertida do transponder a bordo do Legacy e a comunicação inadequada entre os controladores de tráfego aéreo e da tripulação de voo do Legacy.

### Conflitos entre os relatórios
Embora concordassem com a maioria das conclusões, o CENIPA e o NTSB, que colaboraram na investigação do acidente, discordaram em diversas interpretações e conclusões. O relatório do CENIPA concluiu que o acidente foi causado por erros cometidos pelos controladores de tráfego aéreo e pelos pilotos do Legacy, enquanto que o NTSB acusa apenas os controladores e o sistema de radares, concluindo que ambas as tripulações de voo agiram corretamente, mas foram colocadas em rota de colisão pelo controladores de tráfego aéreo.
De acordo com a Aviation Week, o NTSB discordou fortemente das conclusões brasileiras a respeito dos pilotos do Legacy, afirmando que "a tripulação voava a rota precisamente, respeitando todas as instruções do controle de tráfego aéreo, como fez a tripulação do Boeing 737".

## Consequências

### Apagão aéreo

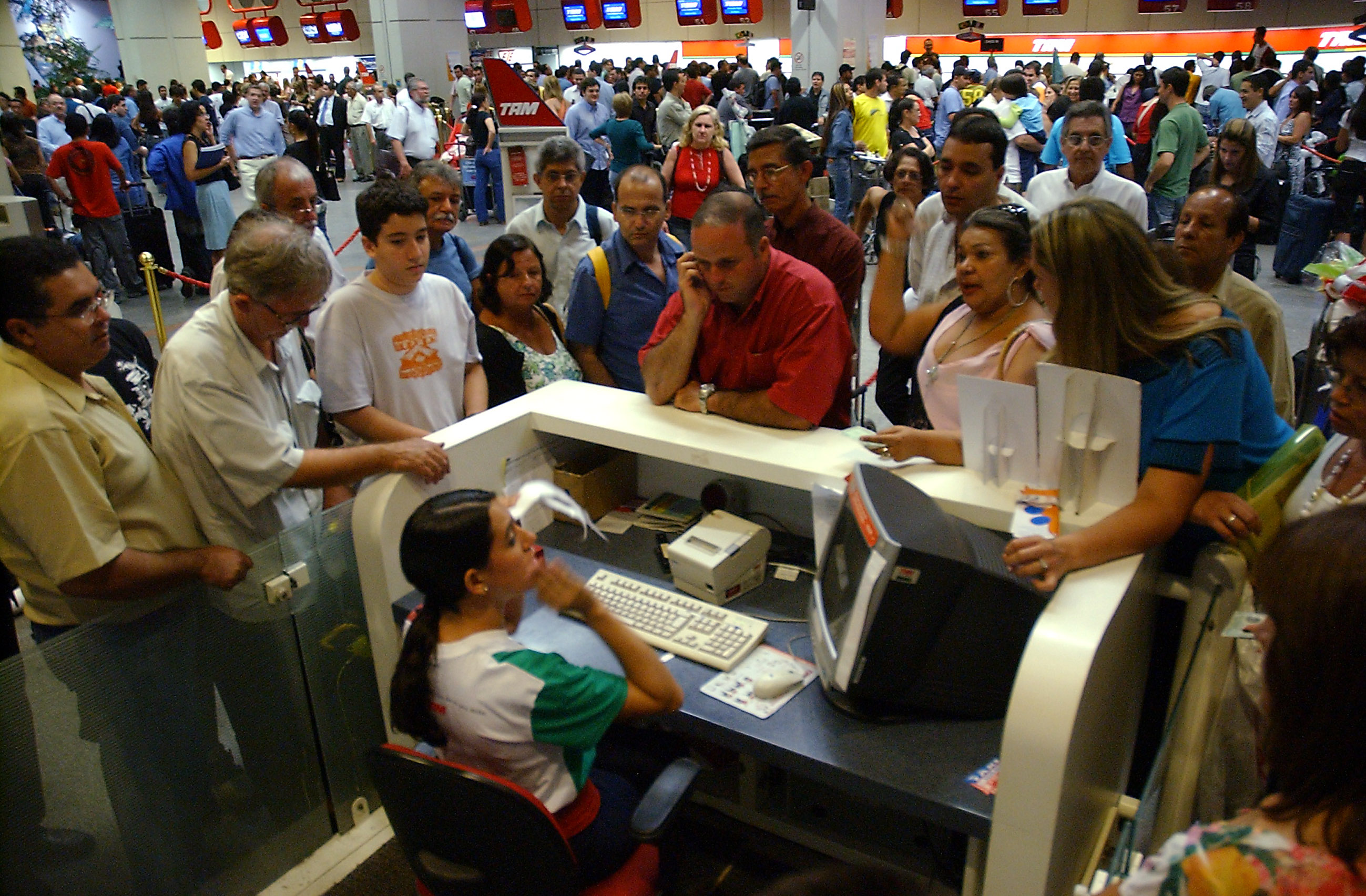
Passageiros remarcando passagens, após voos cancelados

O acidente causou uma grave crise no sistema de aviação civil do Brasil, que incluiu atrasos e cancelamentos de voos, greves e lentidão no trabalho dos controladores de tráfego aéreo e preocupações da infraestrutura dos aeroportos brasileiros.
Após o período da Ditadura militar no Brasil, que aconteceu de 1964 até 1985, o governo civil reassumiu vários setores. Entretanto, o espaço aéreo do país continuou sendo controlado e operado pela Força Aérea Brasileira e gerenciado por generais, supervisionados pelo ministro da defesa civil. A maioria dos controladores de tráfego aéreo do Brasil são militares oficiais e todos os centros de controle regional são operados pela FAB.

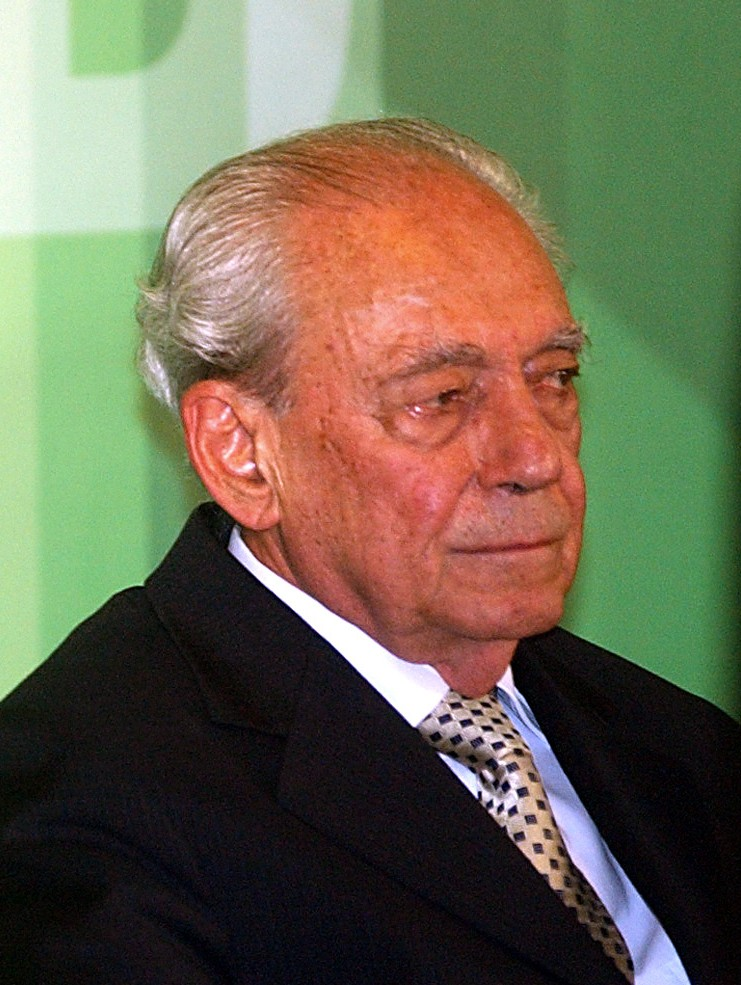
O ministro da defesa brasileiro Waldir Pires foi demitido após ser criticado por má gestão do sistema de tráfego aéreo do país.

Em outubro de 2006, quando detalhes do acidente começaram a ser divulgados, a investigação foi focada em possíveis erros de controle de tráfego aéreo. Isso aumentou o ressentimento pelos controladores e exacerbou as suas relações de trabalho. Os controladores se queixaram, afirmando que estavam sendo sobrecarregados, mal pagos, e forçados a trabalhar com equipamentos obsoletos. Muitos estavam limitados pelo conhecimento em outras línguas, como o inglês, utilizado pela aviação internacional, limitando a sua capacidade de se comunicar com os pilotos estrangeiros, o que desempenhou papel no acidente. Além disso, o controle completo dos militares da aviação do país foi criticado por sua falta de responsabilidade pública.
Em meio a crescentes tensões, os controladores de tráfego aéreo começaram a encenar uma série de ações de trabalho, incluindo lentidão, greves e até mesmo uma greve de fome. Isto levou a um caos na aviação do Brasil, ocasionando grandes atrasos e interrupções no serviço aéreo doméstico e internacional. Os passageiros ficavam em terra, voos eram cancelados e ocorriam manifestações públicas.
Em 26 de julho de 2007, após o voo TAM 3054, que matou 199 pessoas, o presidente Luiz Inácio Lula da Silva demitiu seu ministro da defesa, Waldir Pires, que foi encarregado da infraestrutura e segurança aérea do país desde março de 2006 e foi amplamente criticado por seus fracassos. No mesmo dia, Lula nomeou o ex-presidente do Supremo Tribunal Federal Nelson Jobim para assumir o cargo, que prometeu melhorar o sistema de controle de tráfego aéreo do Brasil.

### Repercussão
No Brasil, logo após serem encontrados os destroços, o presidente Luiz Inácio Lula da Silva decretou três dias de luto nacional. Logo após o desaparecimento, o Centro de Investigação e Prevenção de Acidentes Aeronáuticos iniciou as investigações para apurar os motivos do acidente. Em países como os Estados Unidos e Chile, houve uma grande repercussão por parte da mídia, incluindo portais famosos como Fox News, CNN, USA Today e La Tercera.

### Ação judicial
Em 6 de novembro de 2006, as famílias de vítimas do acidente entraram com um processo por negligência contra a ExcelAire e a Honeywell, alegando que os pilotos do Legacy estavam voando em uma altitude incorreta e que o transponder da Honeywell não estava funcionando no momento da colisão. Outros processos foram posteriormente apresentados em nome de outras vítimas, com acusações semelhantes contra a ExcelAire e a Honeywell. As famílias das vítimas também propuseram ações judiciais contra outros réus nos Estados Unidos, incluindo os dois pilotos do Legacy, bem como a Raytheon, Lockheed Martin e Amazon Tech (fabricantes de equipamentos de controle de tráfego aéreo do Brasil), e a ACSS (fabricante do TCAS do Legacy).
O advogado que representa a Embraer, com sede em Miami, respondeu à alegação de que a tripulação estava voando a uma "altitude incorreta", afirmando que, de acordo com a regulamentação internacional, os controladores de tráfego aéreo não podem substituir um plano de voo previamente notificado.
O porta-voz da Honeywell afirmou que "a Honeywell não tinha conhecimento de qualquer evidência que indicasse que seu transponder no Legacy não estava funcionando como projetado ou que a Honeywell fosse responsável pelo acidente."
Em 2 de julho de 2008, o juiz da Corte Distrital dos Estados Unidos se recusou a julgar a tripulação do Legacy e transferiu o julgamento para o sistema judicial brasileiro. Sem se pronunciar sobre a procedência dos casos, o juiz explicou que o sistema judicial brasileiro era uma jurisdição mais adequada para a disputa.

#### Processo judicial
Em 1 de junho de 2007, um juiz federal de Sinop, Mato Grosso, indiciou os dois pilotos do Legacy e quatro controladores de tráfego aéreo de Brasília por expor uma aeronave ao perigo. Em 8 de dezembro de 2008, o magistrado descartou as acusações de negligência contra os pilotos mas indicou uma acusação de imprudência. Também rejeitou todas as acusações contra dois dos quatro controladores de Brasília e reduziu as acusações contra os outros dois, mas trouxe novas acusações contra um quinto controlador, de São José dos Campos, de onde havia decolado o Legacy. Em 12 de janeiro de 2010 sua sentença foi anulada por um juiz federal de Brasília, restabelecendo as acusações de negligência contra os pilotos.
Em 26 de outubro de 2010 um tribunal militar condenou o controlador de tráfego aéreo a 14 meses de prisão por não ter agido quando viu que o sistema anticolisão do Legacy tinha sido desligado. Quatro outros controladores foram absolvidos por falta de provas. Em 17 de maio de 2011 um juiz condenou outro controlador de tráfego aéreo por até três anos e quatro meses, mas determinou que ele era elegível para fazer serviço comunitário.
Em 16 de maio de 2011, os dois pilotos foram condenados a quatro anos e quatro meses de prisão em regime semiaberto por responsabilidade na colisão, mas suas penas foram comutadas para serviço comunitário nos Estados Unidos. As autoridades brasileiras acusaram os pilotos de desligar o transponder do Legacy antes do acidente e ligá-lo novamente apenas após o acidente, o que foi negado pela tripulação em depoimento através de videoconferência. O juiz disse em sua sentença que os pilotos tinham falhado ao verificar o não funcionamento do equipamento por mais de uma hora, período de tempo crucial na aviação. Em 9 de outubro de 2012 promotores federais brasileiros anunciaram um recurso das sentenças dos pilotos, pedindo para aumentar suas penas por mais 17 meses (totalizando 5 anos e 9 meses, com a pena até então acumulada). Um novo julgamento foi marcado para o dia 15 de outubro. Nessa data, o tribunal confirmou as condenações anteriores, mas modificou as sentenças para 37 meses para cada, o que exige que os pilotos se apresentem regularmente às autoridades e fiquem em casa durante a noite.

### Venda do Legacy
O Legacy permaneceu apreendido em Cachimbo por quase três anos. Em 2009, a empresa norte-americana General Aviation Services comprou a aeronave e a levou de balsa até os Estados Unidos para reforma. Após concluído o trabalho, em 19 de novembro de 2010 (mais de 4 anos após o acidente), a aeronave registrada N965LL chegou ao Aeroporto Internacional de Cleveland onde foi remodelada e vendida.
A aeronave foi posta à venda em março de 2011, apesar de que reparos para a ponta da asa esquerda e no estabilizador vertical fossem concluídos apenas em agosto de 2011. A aeronave foi então vendida a um proprietário privado (FlyMex) em 2013 e registrada como XA-MHA.

### Na cultura popular
Em 2007, o Discovery Channel lançou um documentário sobre o desastre intitulado "A Tragédia do Voo 1907". A Associação de Familiares das Vítimas do Voo 1907 não aprovou o documentário exibido, afirmando que ele omite vários fatos e "vitimiza" os pilotos americanos. O acidente também foi o tema de um episódio da quinta temporada de Mayday, intitulado Phantom Strike.